# Paul Bert

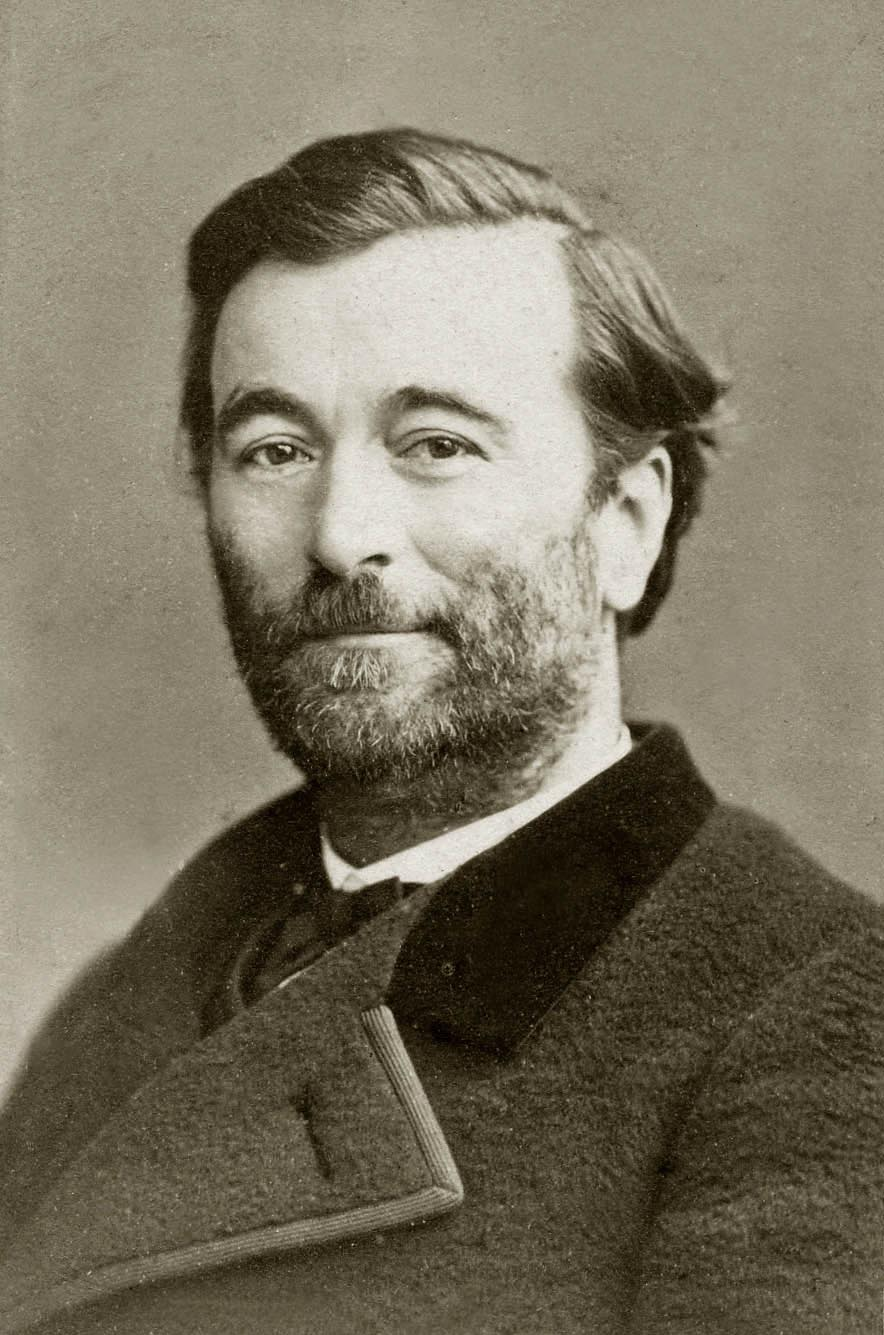
Paul Bert, 1860er Jahre

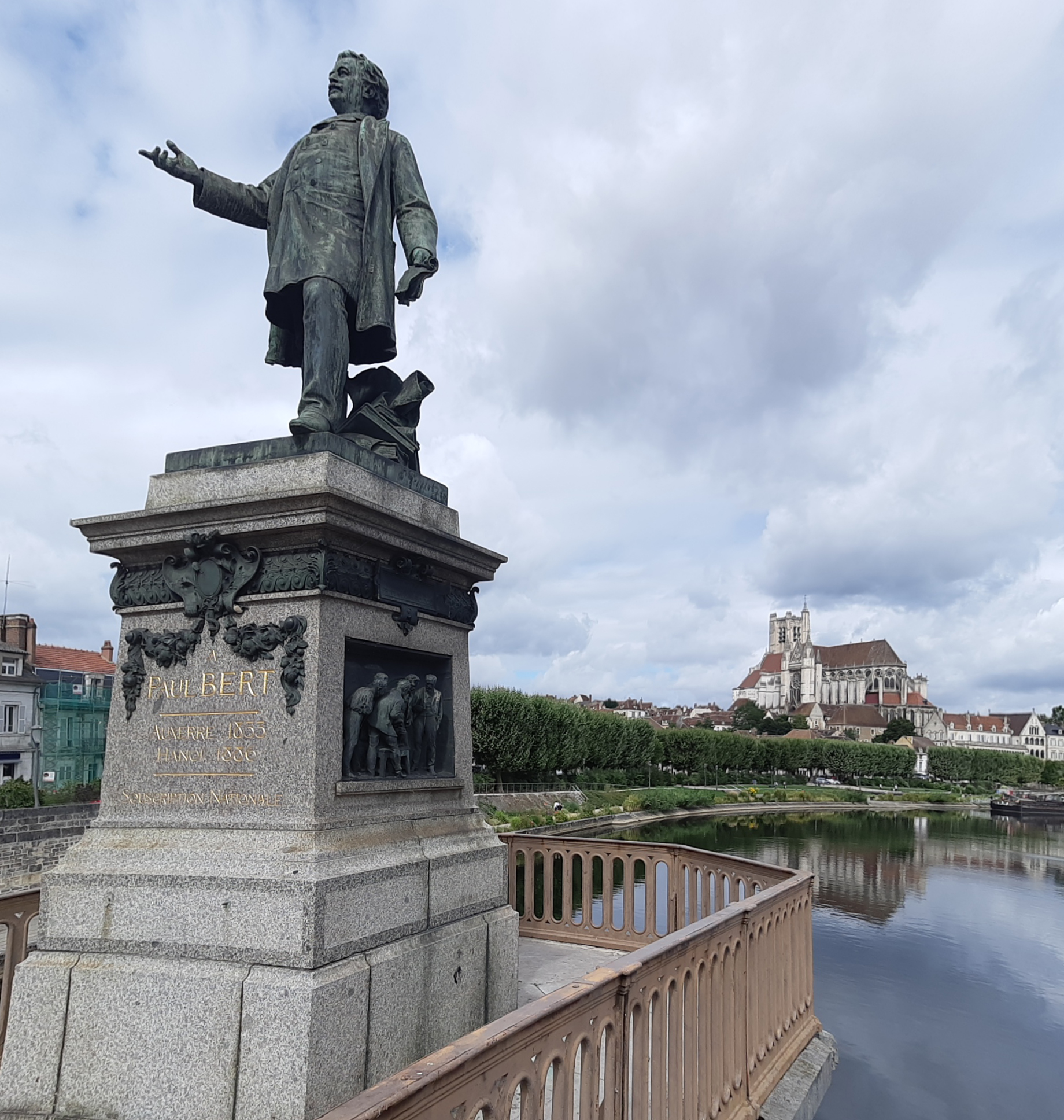
Statue Paul Berts in Auxerre

Paul Bert (* 19. Oktober 1833 in Auxerre; † 11. November 1886 in Hanoi) war ein französischer Physiologe und Politiker.

## Leben
Bert begann in Paris ein Studium an der École polytechnique mit dem Ziel Ingenieur zu werden. Er wechselte jedoch bald zum Studium der Rechtswissenschaften und schließlich unter dem Einfluss von Louis Pierre Gratiolet zu Naturwissenschaft und Medizin und setzte seinen Schwerpunkt auf die Physiologie. Er war Schüler (und ab 1868 Assistent) des Physiologen Claude Bernard. Im Jahr 1863 wurde er zum Doktor der Medizin promoviert mit seiner Dissertation De la greffe animale. 1866 wurde er zum Doktor der Naturwissenschaften promoviert. Das Thema dieser Dissertation lautete Recherches experimentales pour servir à l'histoire de la vitalité propre des tissus animaux. Er wurde 1866 in Bordeaux, wo er Zoologie und Physiologie unterrichtete, zum Professor berufen. 1869 wurde er in Nachfolge Bernards Professor der Physiologie an der Pariser Sorbonne. Sein wohlhabender Freund, der Arzt Denis Jourdanet, finanzierte ihm die Laboratoriumseinrichtung, darunter eine Stahlkammer für Dekompressionsversuche an Tieren und Menschen. Ab 1882 war Bert Mitglied der Académie des sciences.
Nach dem Zusammenbruch des Zweiten Kaiserreichs 1870 betätigte sich Bert als Parteigänger Léon Gambettas auch politisch. In dessen Kabinett war er 1881/82 Bildungsminister. Bert gilt neben Jules Ferry als Begründer der obligatorischen kostenlosen staatlichen Schule. Als entschiedener Gegner des Klerikalismus kämpfte er gegen den Religionsunterricht an den Schulen. Wissenschaft und Religion waren für ihn unvereinbar.
Anfang 1886 wurde er Regierungsvertreter in Annam und Tonkin. Die französische Kolonialherrschaft war dort durch politische Unruhen gegen die Kolonialmacht und Pogrome gegen die christliche Minderheit bedroht. Bert gehörte zu den Architekten eines neuen Systems, das die alten Machteliten der Mandarine und der Monarchie in den Kolonialstaat einzubinden suchte. Bert starb in der Kolonie im November 1886 laut zeitgenössischen Quellen an Dysenterie.

## Werk
Von Bert stammen bedeutende Erkenntnisse zur Wirkung des Luftdrucks auf den menschlichen Körper. Insbesondere ermittelte er als Erster die bedeutende Rolle des Stickstoffs bei der Dekompressionskrankheit und wies nach, dass man das Auftreten von Problemen während der Dekompression vermindern kann, wenn der Druck nur allmählich abgesenkt wird. In seiner Dekompressionskammer untersuchte er aber auch die Wirkung verminderten Luftdrucks auf den tierischen und menschlichen Organismus. Er stellte fest, dass weniger der geringe Luftdruck als vielmehr ein geringer Sauerstoffpartialdruck (unter 35 mm Hg) unweigerlich zum Tod führt. Daraus folgerte er, dass man der Höhenkrankheit durch eine Erhöhung der Sauerstoffkonzentration der Atemluft entgegenwirken kann. Das war eine wichtige Erkenntnis für die gerade entstehende Aerologie. Mit Hilfe von mitgeführtem Sauerstoff konnten wissenschaftliche Ballonfahrten in größere Höhen ausgeführt werden. Joseph Crocé-Spinelli und Théodore Rivel, die sich von Bert beraten ließen, erreichten 1874 unter Mitnahme von Sauerstoff eine Höhe von 7.300 m. Bei einer zweiten Fahrt 1875 (gemeinsam mit Gaston Tissandier) erreichten sie sogar 8.600 m, kamen jedoch ums Leben, weil sie trotz der Warnungen Berts mit einem unzureichenden Vorrat an Sauerstoff aufgestiegen waren.
Paul Bert forschte auch auf dem Gebiet der Anästhesie, insbesondere untersuchte er die Narkose mittels Lachgas. So entwickelte er einen fahrbaren Operationssaal-Narkosewagen, worin er Patienten unter Überdruck ein Lachgas-Sauerstoff-Gemisch einatmen ließ. Damit versuchte er eine tiefere Narkose zu erreichen. Die aufwändige Methode überzeugte jedoch nicht und fand nur wenig Anhänger. Nach Bert ist der Paul-Bert-Effekt benannt.

## Rassismus
Paul Bert war seit 1861 aktives Mitglied der Société d’anthropologie de Paris und beteiligte sich an der Verbreitung der rassistischen Thesen dieser Gesellschaft, insbesondere als er Minister für das öffentliche Bildungswesen wurde. Er war Autor mehrerer Schulbücher, die explizit rassistische Ideen und Theorien enthielten. Nach Ansicht mehrerer Historiker war er auch maßgeblich daran beteiligt, den Schulbüchern der Dritten Republik, insbesondere den Geschichts-, Geographie- und Französischbüchern, eine nationalistische Ausrichtung zu geben. Diese Schulbücher, die von der Grundschule bis zur Sekundarstufe verwendet wurden, wurden von 1880 bis in die 1930er Jahre teilweise neu aufgelegt.
1883 wurde Paul Bert zum Ehrenpräsidenten der Société pour la protection des colons et l’avenir de l’Algérie gewählt. Wie für die Mehrheit der Franzosen kam für ihn die Gewährung politischer Rechte für die Einheimischen nicht in Frage. Der ehemalige Erziehungsminister schränkte seine Bildungsziele für die Kolonien drastisch ein. Sein Ziel war es, den Unterricht dem kulturellen Niveau der Bevölkerung anzupassen, um Hilfskräfte für die Kolonisierung auszubilden. „Man muss den Eingeborenen in die Lage versetzen, sich zu assimilieren oder zu verschwinden.“

„Die Neger (Abb. 23) haben schwarze Haut, krauses Haar wie Wolle, vorstehende Kiefer, stumpfe Nasen; sie sind weit weniger intelligent als die Chinesen und vor allem als die Weißen (...). Man muss bedenken, dass die Weißen, die intelligenter, fleißiger und mutiger sind als die anderen, die ganze Welt überfallen haben und damit drohen, alle minderwertigen Rassen zu vernichten oder zu unterwerfen. Und manche dieser Menschen sind wirklich minderwertig. So wird Australien von kleinwüchsigen Menschen mit schwärzlicher Haut, schwarzen, geraden Haaren und sehr kleinen Köpfen bewohnt, die in kleinen Gruppen leben, keine Kultur und keine Haustiere (außer einer Hundeart) haben und äußerst unintelligent sind.“

## Ehrungen
- Im Jahr 2015 stand Paul Bert auf Platz 18 der am meisten gefeierten Persönlichkeiten an den Giebeln der öffentlichen französischen Bildungseinrichtungen der Sekundarstufe I und II.[11]
- Zahlreiche Städte wählten seinen Namen, um eine ihrer Straßen, Plätze usw. zu benennen, darunter Aix-en-Provence, Auxerre seine Geburtsstadt (eine Brücke), Brest, Dammarie-les-Lys (der Kirchplatz), Lens, Lyon, Paris, Saint-Mandé, Toulouse, Tours (ein Stadtviertel), Vénissieux oder Romilly-sur-Seine (Aube).
- Eine Haltestelle der Straßenbahnlinie 4 in Lyon heißt „Croizat - Paul Bert“.
- Der Maler Henri Patrice Dillon schuf ein großes Gemälde mit dem Titel Les Funérailles de Paul Bert (1887).
- Sein Gesicht ist auf dem Sockel der Büste des Forschers Horace Wells von René Bertrand-Boutée auf dem Square Thomas-Jefferson in Paris eingemeißelt.
- Eine 1977 gegründete Vereinigung zur Förderung der Kenntnis seines Werkes trägt seinen Namen, die Société Paul Bert.[12]
- In Rennes trägt ein Verein seinen Namen. Der Cercle Paul Bert bietet verschiedene kulturelle und sportliche Aktivitäten an.
- In Bordeaux tragen eine Reihe von Einrichtungen (im Zusammenhang mit den Sozialdiensten) seinen Namen (2018).
- Ein Radiosender in Bordeaux trägt seinen Namen.

## Veröffentlichungen (Auswahl)
- La Pression Barometrique. 1878.
- Sur la possibilité d’obtenir à l’aide du protoxyde d’azote, une insensibilité de long durée, et sur l’innocuité de cet anesthésique. In: Compt. Rend. Acad. sc. Band 87, 1878, S. 728–730.
- l’Instruction civique à l’école. 1882.
- De la greffe animale. 1863.
- Recherches experimentales pour servir à l'histoire de la vitalité propre des tissus animaux. Paris (Impr. E. Martinet) 1866.
- La Deuxième Année d'enseignement scientifique (sciences naturelles et physiques) : animaux, végétaux, pierres et terrains, 1888